# Caolan Boyd-Munce
Caolan Stephen Boyd-Munce (* 26. Januar 2000 in Belfast) ist ein nordirischer Fußballspieler, der bei den Wycombe Wanderers in England unter Vertrag steht.

## Karriere

### Verein
Boyd-Munce wurde in der nordirischen Hauptstadt Belfast geboren, in der er beim Glentoran FC mit dem Fußballspielen begann. Für den Verein aus dem Osten der Stadt debütierte er am 30. April 2016 im Alter von 16 Jahren in der ersten Mannschaft, als er in einem Spiel der NIFL Premiership gegen den Crusaders FC eingewechselt wurde.
Im Juli 2016 wechselte Boyd-Munce nach England in die Jugendakademie von Birmingham City. Er etablierte sich direkt in der U18-Mannschaft von Birmingham und erreichte mit der Mannschaft 2018 das Halbfinale im FA Youth Cup, das gegen den späteren Sieger Chelsea verloren wurde. Im August 2018 war Boyd-Munce einen Monat lang an Redditch United in die Southern Football League ausgeliehen. Boyd-Munce gab sein Pflichtspieldebüt für Birmingham am 6. August 2019 in der ersten Runde des EFL Cup gegen den FC Portsmouth, als er bei der 0:3-Niederlage in der zweiten Halbzeit für Jude Bellingham eingewechselt wurde. Nach einem weiteren Spiel im FA Cup gegen Coventry City am 4. Februar 2020 gab er seinen ersten Auftritt in der Liga, als er am 7. Februar 2020 beim 3:1-Auswärtssieg gegen Bristol City eingewechselt wurde. Unter Josep Clotet Ruiz kam Boyd-Munce in der Zweitligasaison 2019/20 an den letzten Spieltagen als Einwechselspieler zum Einsatz. Im November 2020 bescherte der neue Cheftrainer von Birmingham Aitor Karanka Boyd-Munce nur einen Einsatz in der ersten Mannschaft im Zweitligaspiel gegen den AFC Bournemouth. Im selben Monat verletzte sich Boyd-Munce am Knöchel und kehrte erst Ende März 2021 zum Training der ersten Mannschaft zurück. Nachdem er wieder fit genug war, spielte er fortan in der U23-Mannschaft von Birmingham, für die er in der Saison 2021/2022 elf Spiele absolvierte.
Am 7. Januar 2022 unterzeichnete Boyd-Munce gegen eine nicht genannte Ablösesumme einen Zweieinhalbjahresvertrag beim Ligakonkurrenten FC Middlesbrough. Am nächsten Tag stand er in der dritten Runde des FA Cups beim Viertligisten Mansfield Town in der Startelf und erzielte beim 3:2-Sieg das zwischenzeitliche 2:0 für seine neue Mannschaft. Er bestritt in den folgenden 12 Monaten jedoch nur zwei Meisterschaftsspiele, woraufhin sein Vertrag im Januar 2023 einvernehmlich aufgelöst wurde.
Am 15. März 2023 unterschrieb Boyd-Munce einen Vertrag bis zum Saisonende beim schottischen Erstligisten FC St. Mirren. Im Mai 2023 wurde der Vertrag nach drei Einsätzen in der Scottish Premiership verlängert.
Im Juni 2025 wechselte Boyd-Munce zu den Wycombe Wanderers.

### Nationalmannschaft
Boyd-Munce absolvierte im Jahr 2015 sein Debüt für Nordirland, als er für die U16-Nationalmannschaft gegen Norwegen zum Einsatz kam. Ein Jahr später spielte er dreimal in der U17 und erzielte ein Tor gegen Lettland. 2017 wurde Boyd-Munce dreimal in der U19 eingesetzt. Zwischen den Jahren 2019 und 2021 absolvierte er 21 Spiele für die U21-Nationalmannschaft.
Im März 2022 wurde Boyd-Munce erstmals in den Kader der Nordirischen A-Nationalmannschaft berufen, sein Debüt gab er schließlich im Juni 2024 in einem Freundschaftsspiel gegen Spanien.